# Марк Цейоній Вар
Марк Цейоній Вар (лат. Marcus Ceionius Varus; між 225 та 230 — після 285) — державний діяч часів Римської імперії.

## Життєпис
Походив з роду нобілів Цейоніїв Сільванів, пов'язаних з родом Цейоніїв Коммодів. Син Марк Цейонія Сільвана та Флавії Постумії Варії (доньки Тіта Флавія Тіціана,консула-суффекта 200 року). На честь матері додав когномен Вар. Його батько Сільван був онуком Марка Цейонія Сільвана, консула 156 року.
Про його кар'єру відомо замало. Замолоду одружився з донькою Гая Руфія Прокула. У 284—285 роках перебував на посаді міського префекта Рима. Про подальшу долю відсутні відомості.

## Родина
Дружина — Руфія Прокула.
Діти:
- Марк Цейоній Прокул, консул-суфект 289 року
- Гай Цейоній Руфій Волузіан, консул 311 року
- Цейонія Марина, дружина Креперея Амантія